# Into the West
《Into the West》(인투 더 웨스트)는 애니 레녹스가 부른 2003년 영화 《반지의 제왕: 왕의 귀환》의 엔딩 크레디트 곡이다. 레녹스, 왕의 귀환 제작자이자 공동 각본가인 프랜 월시, 영화의 작곡가 하워드 쇼어가 작사·작곡하였다. 이 곡은 2003년 영화 《반지의 제왕: 왕의 귀환》의 엔딩 크레디트 동안 연주됐으며, 악기 연주 부분은 해당 영화의 다른 장면에서도 사용되었다. 뉴질랜드 출신의 가수 율리아 타운젠드, 윌 마틴, 미국 출신 가수 피터 홀렌스가 이후 커버링을 하기도 하였다.

## 수상
《반지의 제왕: 왕의 귀환》이 11개 부문을 수상한 제76회 아카데미상에서 아카데미 주제가상을 수상했다.
또한 제47회 그레미 어워드에서 최우수 음악 영화상을 수상했다.